# Siekierczyna (Tarnów)
Pour les articles homonymes, voir Siekierczyna.
Siekierczyna est une localité polonaise de la gmina de Ciężkowice, située dans le powiat de Tarnów en voïvodie de Petite-Pologne.